# 石井教雄
石井 教雄（いしい のりお、1962年12月18日 - ）はVFXディレクター。オムニバス・ジャパンに所属する。長野県出身。
1985年、テレビテクニカ（現オムニバス・ジャパン）に入社後、VFXに携わる。
日本のVFX業界団体・VFX-JAPANで理事を務める。

## 参加作品

### 映画
- 1997年『ウルトラマンゼアス』
- 1997年『北京原人 Who are you?』
- 1998年『新宿少年探偵団』
- 1999年『鮫肌男と桃尻女』
- 1999年『虹の岬』
- 2000年『長崎ぶらぶら節』
- 2000年『episod 2002 Stereo Future』
- 2000年『陰陽師』
- 2001年『infinity ∞ 波の上の甲虫』
- 2001年『真夜中まで』
- 2002年『明日があるさTHE MOVIE』
- 2002年『青い春』
- 2002年『水の女』
- 2003年『茶の味』
- 2003年『陰陽師II』
- 2003年『アイデン&ティティ』
- 2003年『赤目四十八瀧心中未遂』
- 2004年『オペレッタ狸御殿』
- 2004年『恋の門』
- 2004年『ラブドガン』
- 2004年『海猿』
- 2004年『世界の中心で、愛をさけぶ』
- 2004年『SURVIVE STYLE5+1』
- 2005年『埋もれ木』
- 2005年『大停電の夜に』
- 2005年『赤い鯨と白い蛇』
- 2006年『チェケラッチョ!!』
- 2006年『LIMIT OF LOVE 海猿』
- 2006年『UDON』
- 2008年『銀色のシーズン』
- 2010年『FLOWERS -フラワーズ-』
- 2017年『空海-KU-KAI- 美しき王妃の謎』

### ドラマ
- 2005年『海猿 UMIZARU EVOLUTION』
- 2010年『わが家の歴史』
- 2012年『O-PARTS〜オーパーツ〜』
- 2013年『安堂ロイド〜A.I. knows LOVE?〜』
- 2018年『黒井戸殺し』